# 臺北紅點設計博物館
臺北紅點設計博物館（Red Dot Design Museum Taipei），位於臺灣臺北市信義區松山文創園區製菸工廠1樓，為德國紅點設計大獎博物館。

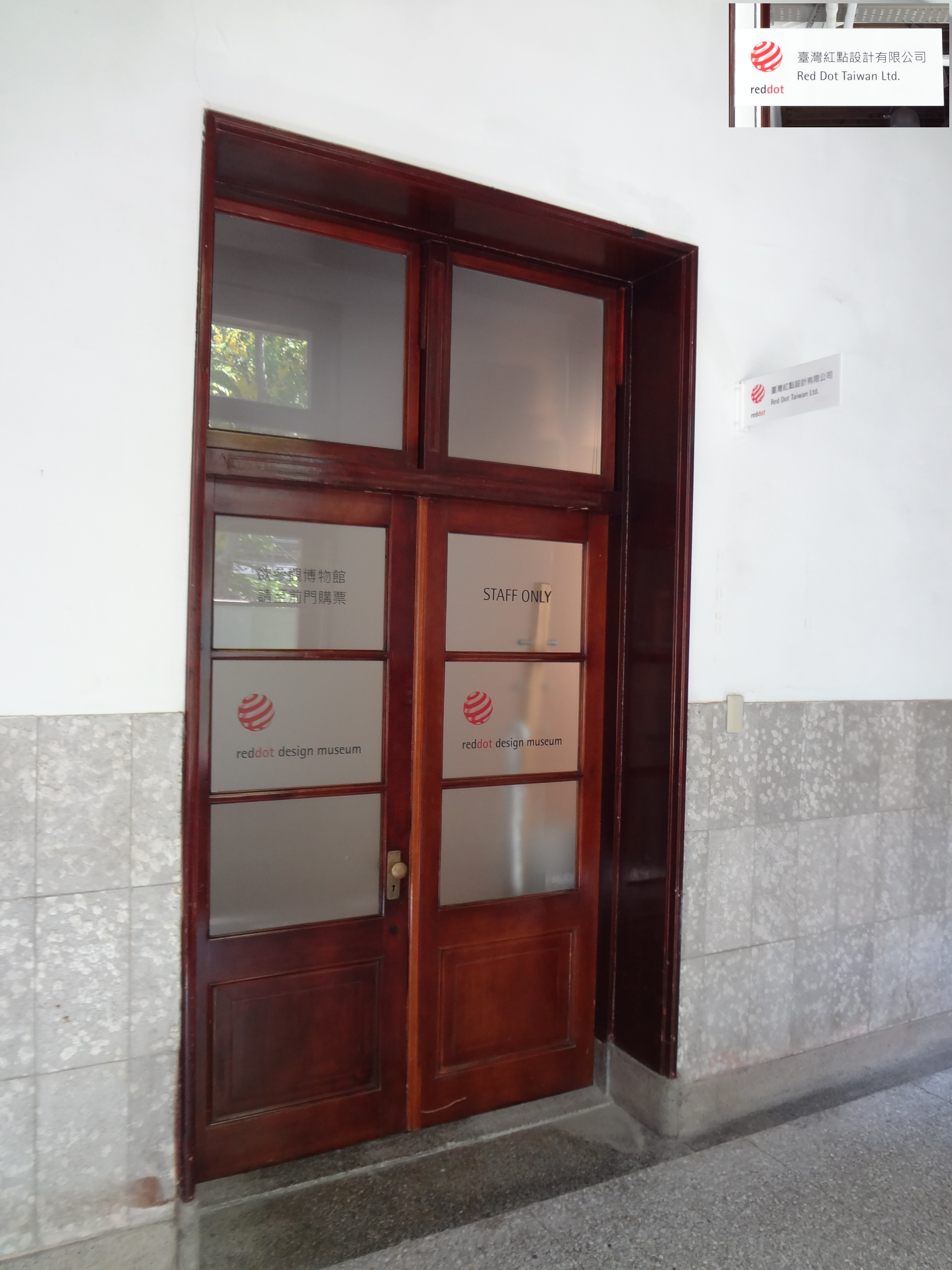
臺灣紅點設計有限公司

## 事件
臺北市政府環境保護局在2015年發現臺北文化體育園區施工過程中，造成台北紅點設計博物館的建築部分牆面地板損毀
一直以來，紅點的業務不斷成長進步。在未來，除了現有的三座紅點設計博物館，我們有可能會設立更多的分館。然而，台北紅點設計博物館的存在，和我們與其他新分館合作夥伴的洽談，沒有任何關係。每當我們成立一座新分館，都是一個獨立的決定。當然，在每一個地方，我們都需要最好的場地條件，支撐我們經常變化的展覽，展出獲獎的當代設計。目前，台北紅點設計博物館的空間狀況，遠差於我們在其他世界各地使用的展覽空間。這在台北市舉辦世界設計之都的前夕，特別引人注目。我們對負責場地協商的代表持開放態度，若台北有紅點的容身之處，我們將很樂意留在這座美麗的城市。
 — 彼得．賽克， 楊佳穎. . 東森新聞. 2015-09-09  [2015-09-09]. （原始内容存档于2016-03-04） （中文（繁體））.

## 外部連結
- 官方网站
- 臺北紅點設計博物館的Facebook專頁